# Don Juan

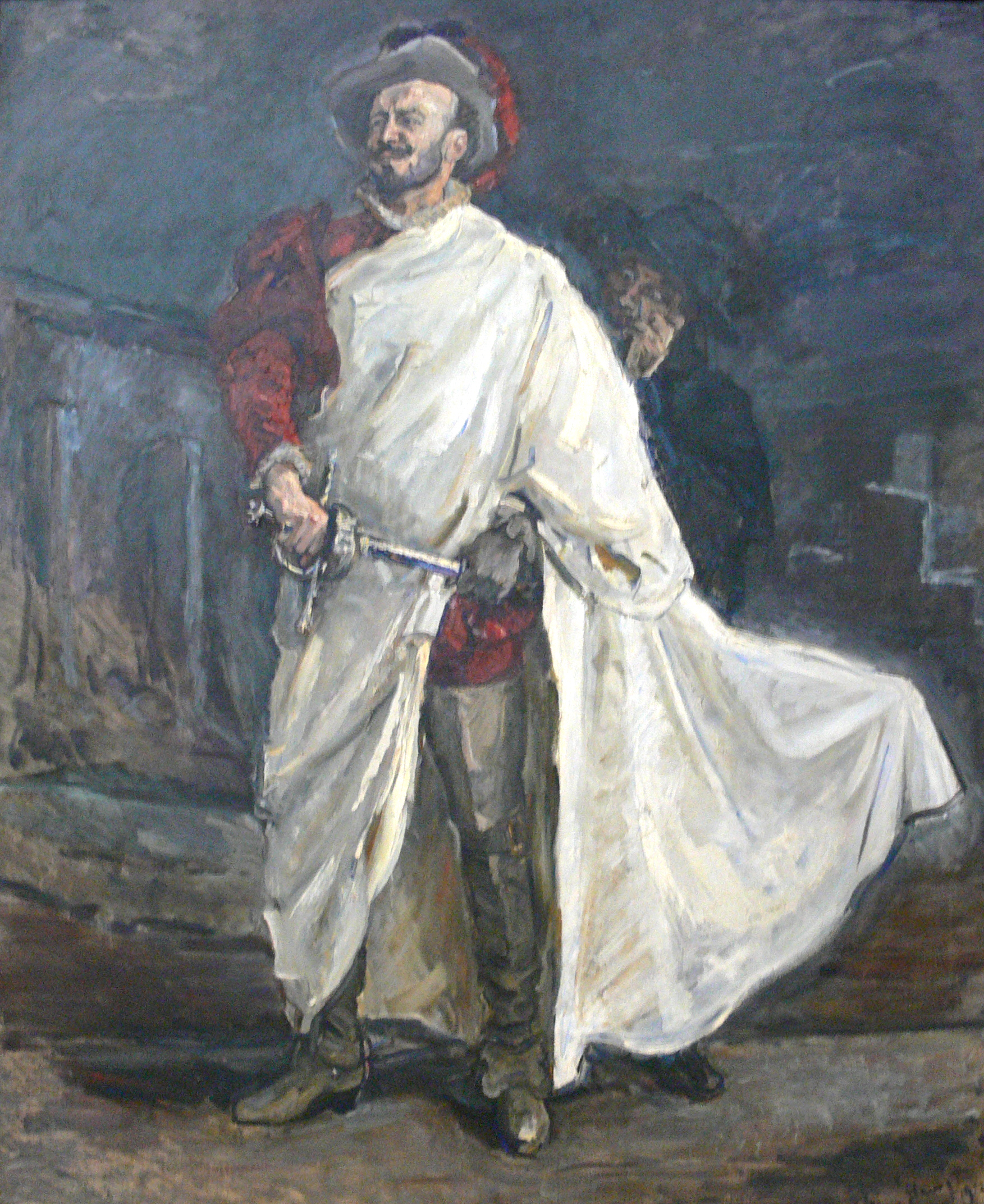
Don Juan desenvainando la espada en Don Giovanni, de Mozart; cuadro de Max Slevogt: Francisco d'Andrade como Don Giovanni, 1912.

Don Juan es un personaje arquetípico de la literatura española que apareció por primera vez en una obra representada en 1617 titulada Tan largo me lo fiais, atribuida a Tirso de Molina o a Andrés de Claramonte, y por segunda vez en 1630 en la famosa obra El burlador de Sevilla, también atribuida a Tirso de Molina.

## Antecedentes y primera plasmación literaria

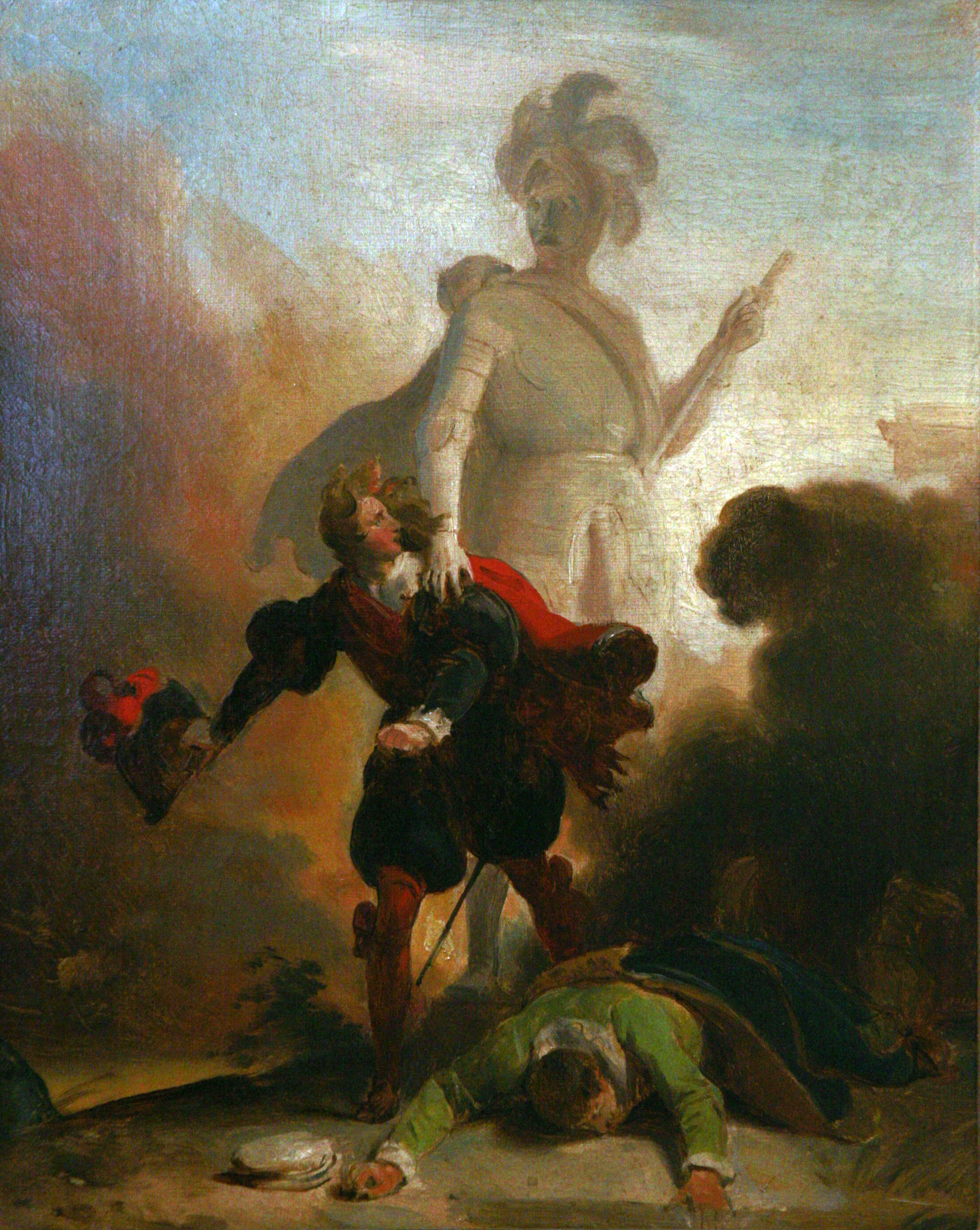
Don Juan y la estatua del Comendador.

También llamado burlador o libertino, se trata de un seductor valiente y osado hasta la temeridad que no respeta ninguna ley divina o humana. A partir del siglo XIX se relacionó con la figura de Miguel Mañara, un gran pecador arrepentido de la Sevilla del siglo XVII, si bien ya había referencias a esta leyenda en sus puntos fundamentales en la figura madrileña del siglo XVI de Jacobo de Grattis (1517-1619), más conocido como «Caballero de Gracia». 
En el teatro hay ciertos antecedentes del tipo del fanfarrón y seductor y, en los romances, contaminado con la leyenda del convidado de piedra (quien desprecia a los muertos y acepta temerariamente la invitación de uno de ellos). Este personaje contó con los precedentes de El infamador, de Juan de la Cueva (1581), y de El Hércules de Ocaña, de Luis Vélez de Guevara. En 1617 se representó la obra Tan largo me lo fiais, donde aparece por primera vez don Juan Tenorio. Esta obra es atribuida a Tirso de Molina o a Andrés de Claramonte. En 1630 se publicó otra obra sobre el mismo personaje, titulada El burlador de Sevilla y convidado de piedra, también atribuida a Tirso.

## Obras con o sobre Don Juan
Escribieron obras inspiradas en este personaje Antonio de Zamora (No hay plazo que no se cumpla ni deuda que no se pague, 1713), Molière (Dom Juan ou le festin de pierre, 1665), Carlo Goldoni (Don Giovanni Tenorio, 1735), Aleksandr Pushkin (El convidado de piedra, 1830); Samuel Richardson, creador del libertino Lovelace en su novela Clarissa Harlowe; Lorenzo da Ponte, libretista de Mozart (Don Giovanni, 1787); Choderlos de Laclos, famoso por su libertino vizconde de Valmont en su novela epistolar Las amistades peligrosas, 1782, Lord Byron (Don Juan, 1819-1824, incompleto por su muerte), José de Espronceda (el Don Félix de Montemar de su El estudiante de Salamanca, 1840), José Zorrilla (Don Juan Tenorio, 1844), Azorín, Gonzalo Torrente Ballester (Don Juan) y varios otros (como Christian Dietrich Grabbe, Alejandro Dumas y Edmond Rostand) y, más recientemente, Max Frisch. En el mundo de habla hispana es una tradición teatral constante el representar alguna obra de Don Juan, especialmente la de Antonio de Zamora o la de Zorrilla, en todas las festividades de Todos los Santos (1 de noviembre).

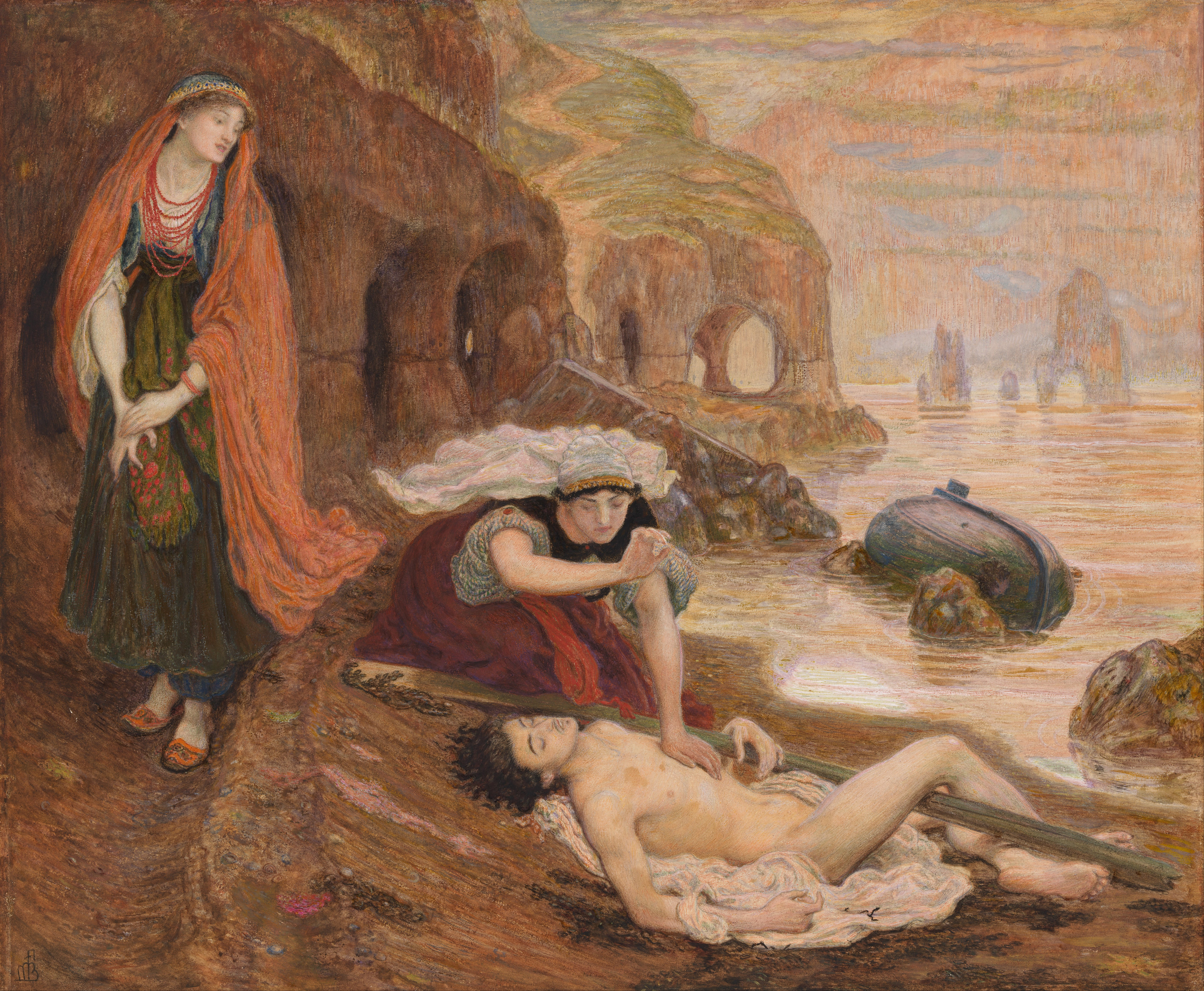
Haidea encuentra a Don Juan, de Ford Madox Brown.

El personaje y su actitud vital, denominada genéricamente donjuanismo, ha inspirado a numerosos ensayistas e intelectuales (Ramón Pérez de Ayala, Víctor Said Armesto, Arturo Farinelli, Ramiro de Maeztu, Américo Castro, José Ortega y Gasset, Albert Camus, etcétera), que ven en la figura del seductor desde un inmaduro patológico y afeminado, próximo al narcisismo como Gregorio Marañón, a una figura satánica y rebelde típicamente romántica, al arquetipo universal del seductor insatisfecho o la encarnación de las fuerzas primigenias e inmediatas de la naturaleza, desarrollado por el filósofo y teólogo danés Søren Kierkegaard en su ensayo de 1843 Los estadios eróticos inmediatos o del erotismo musical, teniendo como trasfondo la ópera Don Giovanni, de Mozart.
Ya en el siglo XX, la adaptación musical de la obra de Gastón Leroux El fantasma de la ópera, compuesta por Andrew Lloyd Webber, hace una breve mención al personaje de Don Juan. Aquí se le presenta como un personaje de una de las óperas compuestas por el Fantasma. En 1931, el dramaturgo madrileño Enrique Jardiel Poncela publicó Pero... ¿hubo alguna vez once mil vírgenes?, novela en la que el protagonista encarna una versión de Don Juan bajo el nombre de Pedro Valdivia, a modo de broma en referencia al conquistador extremeño Pedro de Valdivia.
Aunque la fama de Don Juan y el donjuanismo van a la baja, es interesante observar la visión que del personaje ofreció el cantante francés Georges Brassens en la canción Don Juan: gracias a su irrefrenable ímpetu sexual, Don Juan se convierte en el "salvador" de las feas, por lo cual merece el reconocimiento social como otros héroes abnegados ("¡Gloria a Don Juan...!" dice burlescamente el estribillo). En la misma línea, y como testimonio del decrecimiento que ha tenido en los últimos años el personaje de don Juan, el filósofo y ensayista español José Antonio Marina en 2017, en un ciclo de conferencias a cargo del Instituto Cervantes titulada En busca de Don Juan. Modernidad y controversia de un mito, menciona la necesidad de un cambio en el que se halle otro personaje más representativo de la cultura hispánica, sobre todo si se tiene en cuenta la visión actual de la masculinidad.

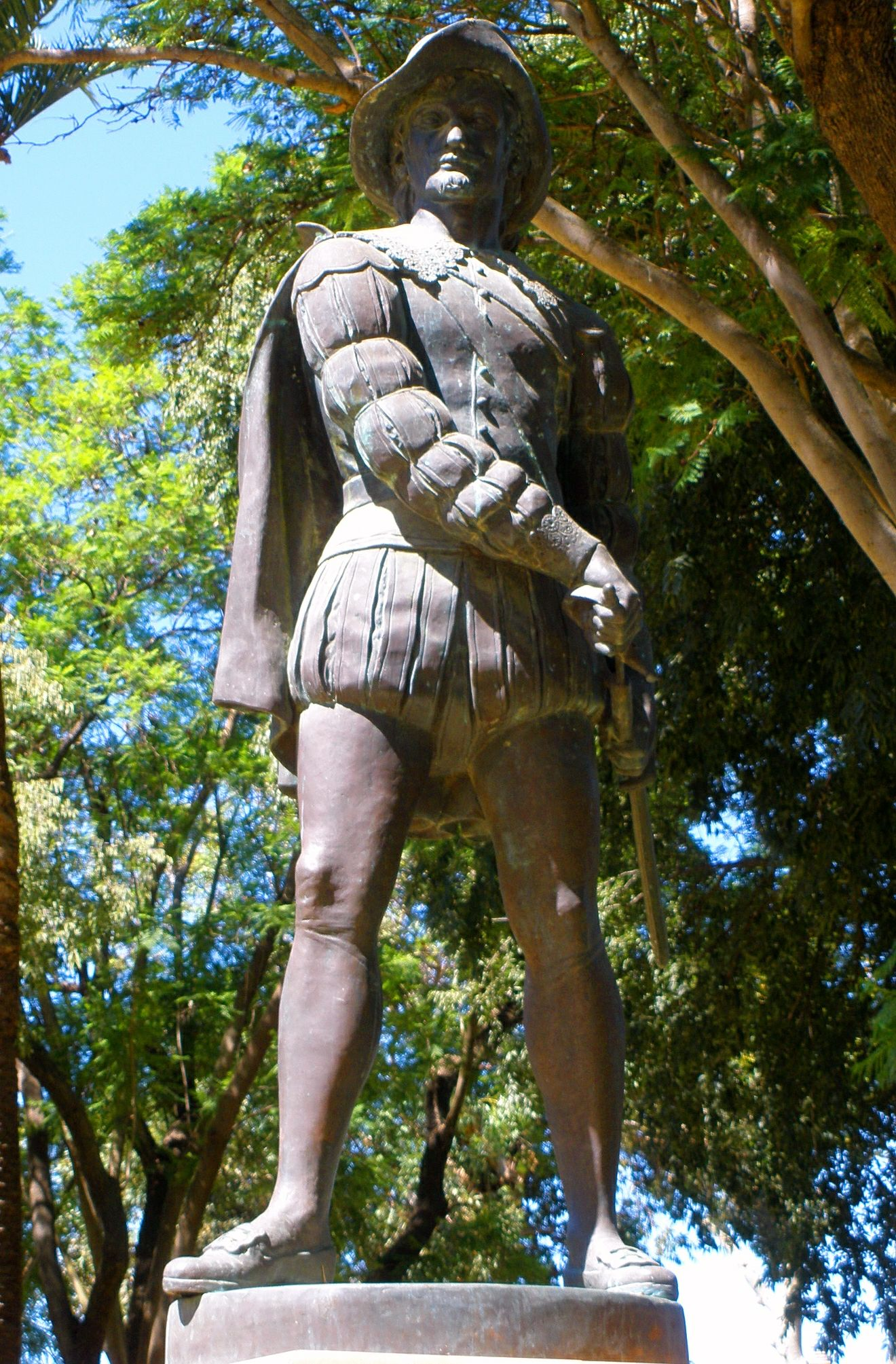
Monumento a Don Juan Tenorio en el Parque de La Alquería de Dos Hermanas, Sevilla

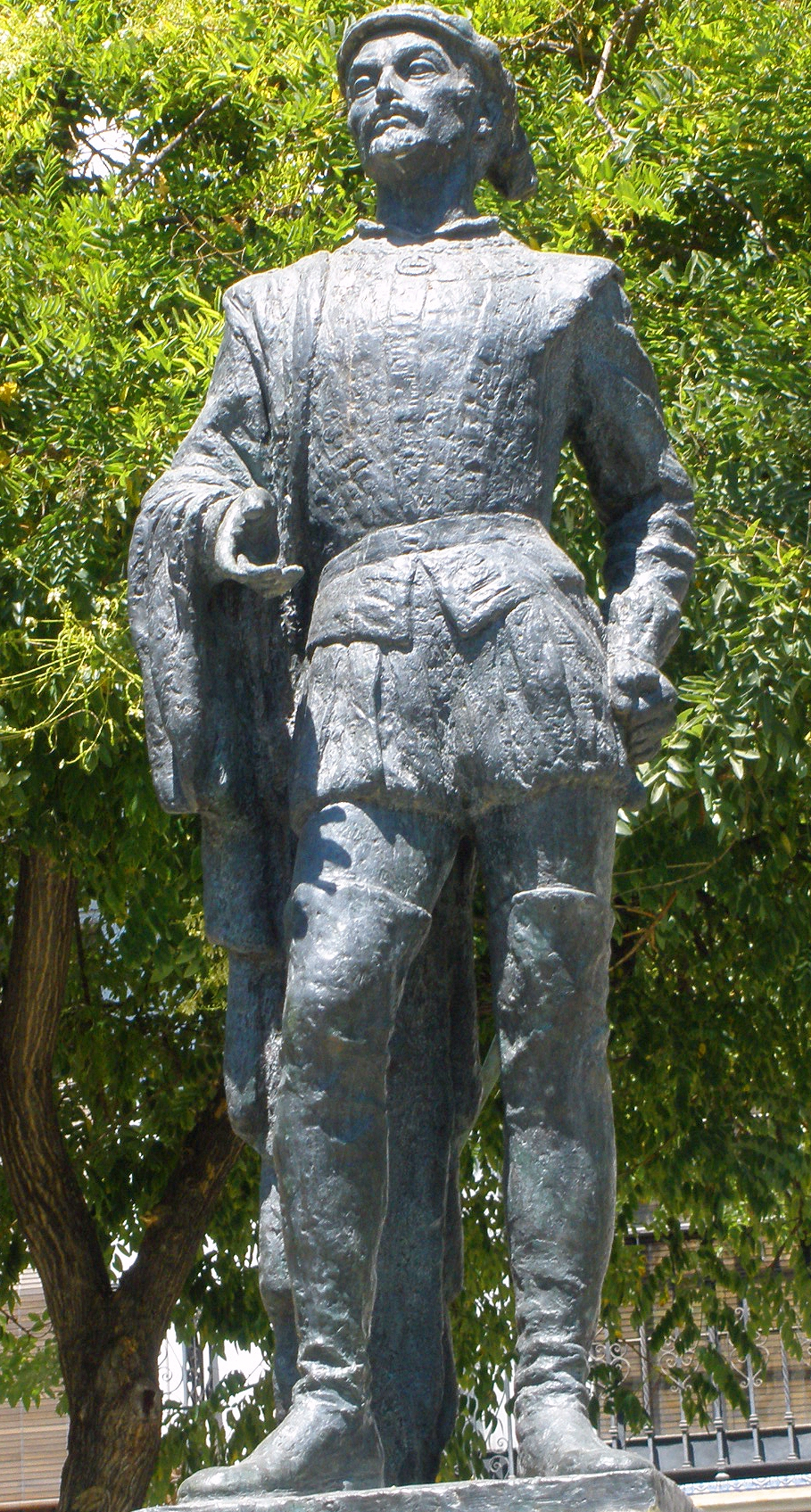
Monumento a Don Juan en Sevilla

## Existencia real
Desde el siglo XVII se dio crédito a la idea de que Don Juan Tenorio existió realmente. Tal idea fue recogida por el hispanista Louis Viardot en el siglo XIX, y posteriormente por Gregorio Marañón, que recoge la existencia de los Tenorio y de la calidad de seductor de alguno de ellos, pues un tal Cristóbal Tenorio tuvo amoríos con la hija de Lope de Vega e incluso se batió en duelo con él, hiriéndolo.
Se ha especulado que la razón de la elección de tal apellido por Tirso de Molina pudo ser por la similitud con el verbo «tener», que induce a relacionarlo con el hecho de la posesión, y con el sustantivo «tenor», que lo relaciona con la voz masculina.
Las figuras del centenario del Caballero de Gracia (1517-1619) y del sevillano Miguel Mañara, nacido en 1627 y, por tanto, imposible como modelo, y que desde 1680 se encuentra en proceso de canonización, suscitó la maledicencia de los que atribuían la «conversión» piadosa de sus últimos años a una similitud con los rasgos esenciales de la psicología de Don Juan: una juventud disipada y un aparatoso arrepentimiento final, que lo llevó a ser citado como contraejemplo por Antonio Machado («ni un seductor Mañara ni un Bradomín he sido / ya conocéis mi torpe aliño indumentario»).